# Martis
Martis (sardisk: Màltis, Màlti) er en by og en kommune (comune) i provinsen Sassari i regionen Sardinien i Italien. Byen ligger i 295 meters højde og har 517 indbyggere (2016). Kommunen har et areal på 22,96 km² og grænser til kommunerne Chiaramonti, Laerru, Nulvi og Perfugas.